# Tenacious D
Tenacious D (znani jako „The D”) – amerykański zespół rockowy, założony przez muzyków/aktorów Kyle’a Gassa i Jacka Blacka. Ich styl łączy rock z innymi stylami muzycznymi takimi jak folk metal, comedy rock i country rock.

## Historia

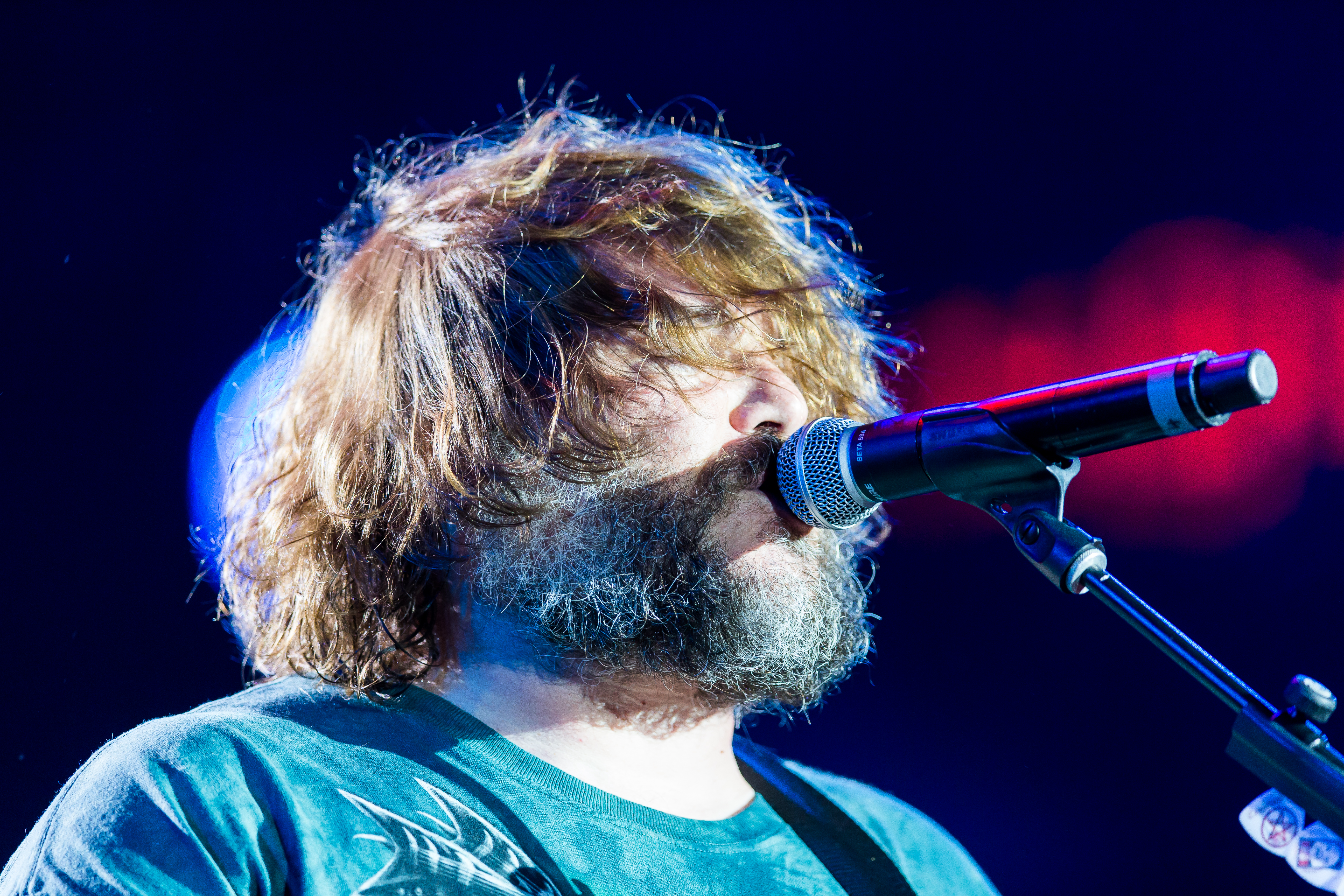
Jack Black (2016)

### Początki
Jack Black spotkał 24-letniego Kyle’a Gassa, kiedy miał 16 lat w Los Angeles w roku 1986, kiedy byli członkami grupy teatralnej „The Actors' Gang”. Black i Gass nie mogli siebie znieść, ale z biegiem czasu rozpracowali swoje różnice. Później Gass nauczył Blacka gry na gitarze i założyli zespół. Od kiedy obydwaj potrafili śpiewać i grać na gitarze, Black stał się głównym wokalistą a Gass głównym gitarzystą. Nazwa zespołu jest zaczerpnięta ze słów komentatora sportowego Marva Alberta, „tenacious d.”, czyli „zacięta o.” (obrona), termin określający agresywne krycie w koszykówce.

### Seriale telewizyjne (1997–2000)
W 1997 HBO wypuściło dwa epizody Tenacious D w telewizji. Następne 4 epizody nie były publikowane aż do 1999 roku. Program był o trudnych początkach zespołu starającego się wejść na rynek muzyczny. Sześć odcinków zawierało utwory, które później zostały nagrane ponownie, stając się częścią pierwszego albumu, a także utwory, które nie zostały opublikowane do dzisiejszego dnia. Nazwy poszczególnych odcinków: The Search for Inspirado, Angel in Disguise, Death of the Dream, The Greatest Song in the World, The Fan i Road Gig.

### Pierwszy album (2001–2003)

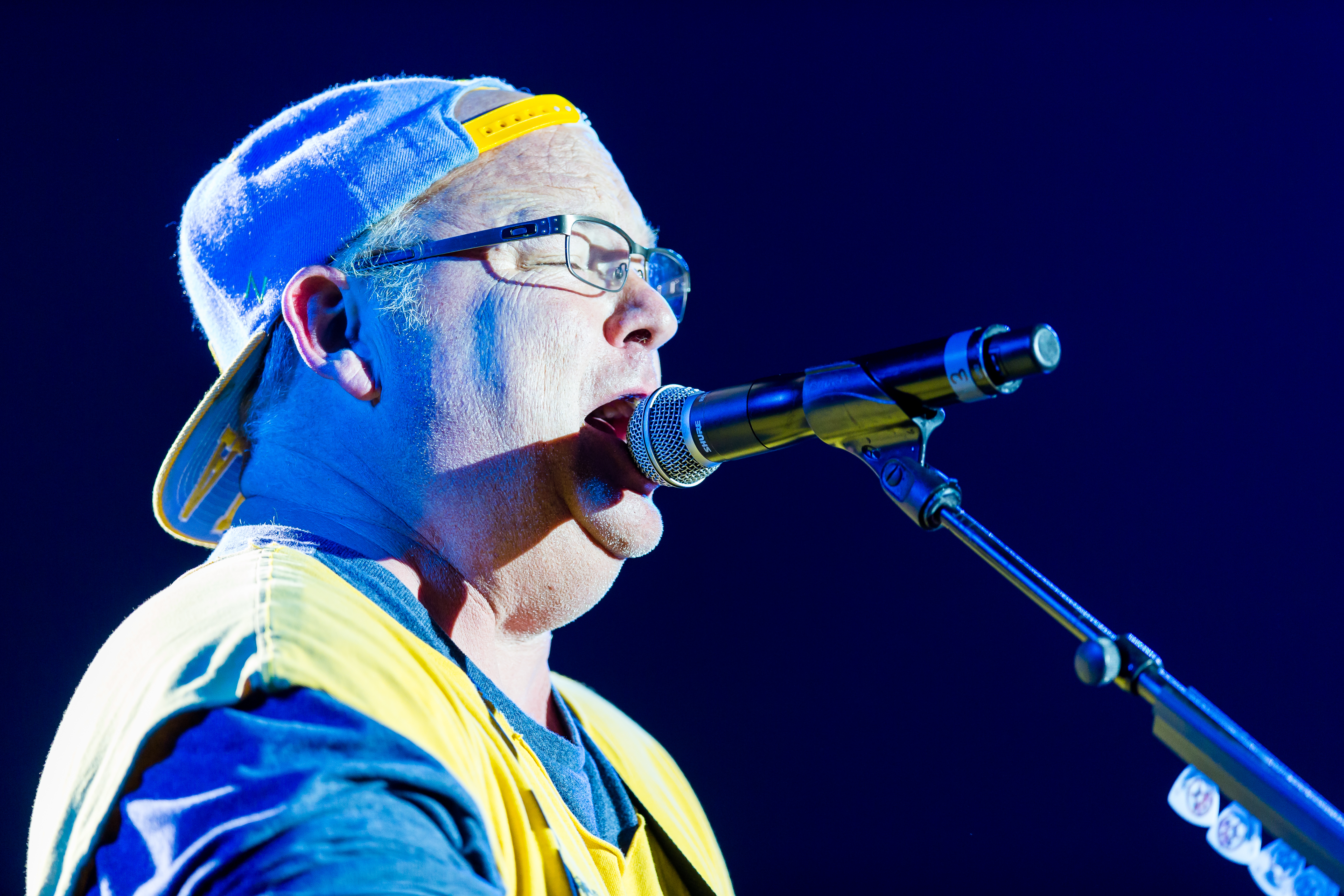
Kyle Gass (2016)

Tenacious D wydało Tenacious D (#38 w Wielkiej Brytanii), w 2001. Do pierwszego albumu poprosili o pomoc głównego wokalistę zespołu Foo Fighters – Dave’a Grohla do gry na perkusji, klawiszowca Page’a McConnella z Phish, gitarzystę Warrena Fitzgeralda z The Vandals, i basistę Steve’a McDonalda. The Dust Brothers wyprodukowali album. Większość utworów bazuje na mało popularnym serialu emitowanym w telewizji HBO.
Kilka utworów z tego albumu jest skitami, w których Jack i Kyle przechodzą pewnego rodzaju kreatywny proces albo przedstawiają argumenty, które prowadzą do następnej piosenki. Większość skitów zostało zaczerpniętych z ich show, zawierają więc unikatowy absurdalny humor.
Pierwszym singlem z tego albumu był „Wonderboy”, który stał się popularny w rockowych stacjach radiowych, zaś drugim była reklamująca zespół piosenka „Tribute”, stanowiąca hołd dla „najlepszej piosenki na świecie”.
Dwa następne single zostały wypuszczone w późniejszym okresie; jeden do utworu „Dio”, który był swoistym pokłonem dla Ronniego Jamesa Dio. W utworze zawarta była prośba zwrócona w kierunku Dio, aby przestał grać rocka i pozwolił zająć jego miejsce na szczycie. Dio bardzo polubił piosenkę i pozwolił zagrać Blackowi i Gassowi w jego teledysku „Push”. Ostatnim singlem było „Fuck Her Gently”, którego teledysk był w całości animowany przez Spümcø ze studia Ren and Stimpy.
W 2003, wydali DVD zatytułowaną The Complete Masterworks, która zawierała całą serię ich serialu TV, krótkie filmiki i koncert na żywo z londyńskiego Brixton Academy (nagrany 3 listopada 2002).

### Film i drugi album (2004–2006)

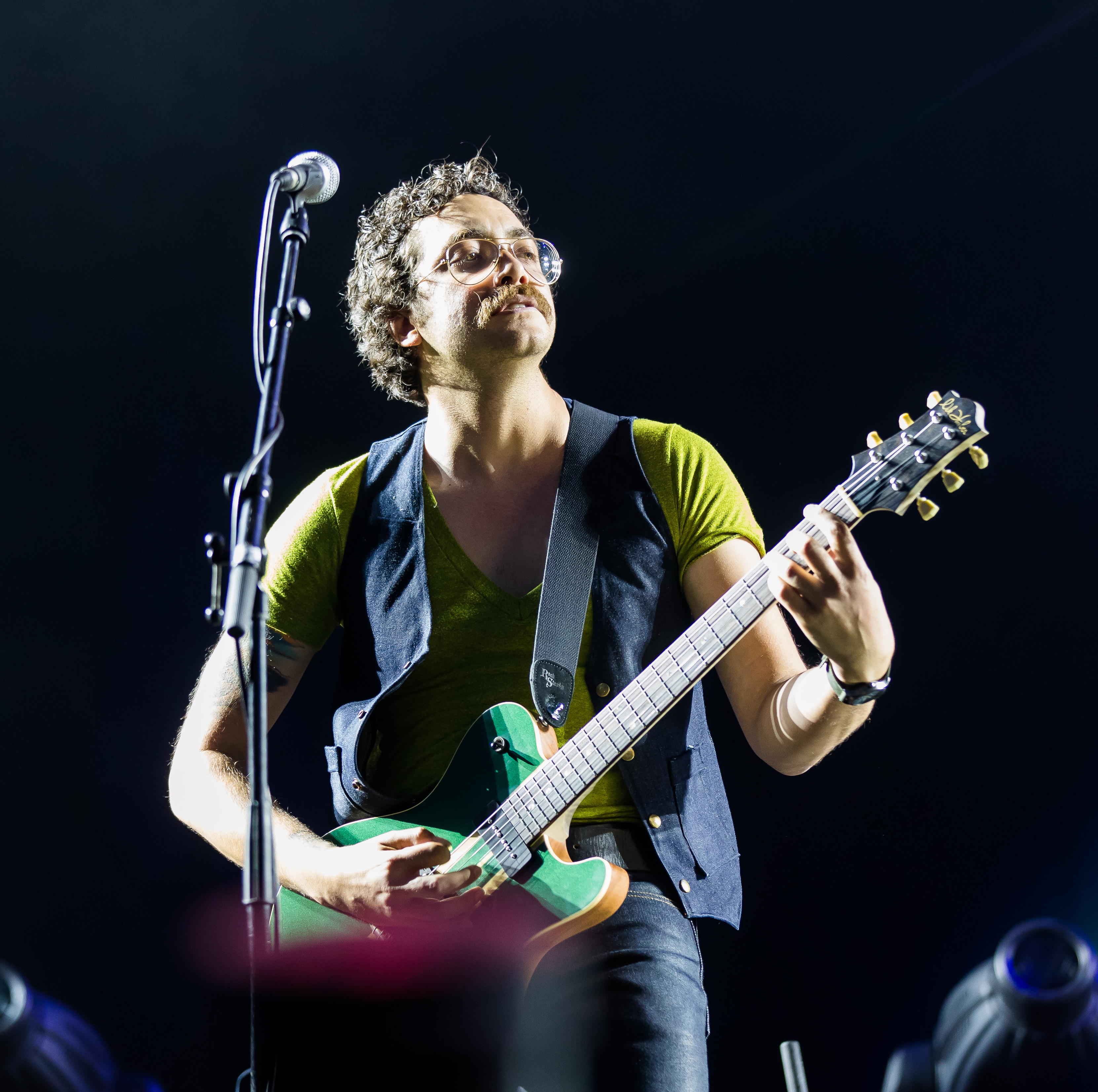
John Konesky (2016)

W czerwcu 2004 roku, zespół zaczął pracować nad filmem pod tytułem Tenacious D in: The Pick of Destiny. Nagrywanie filmu zaczęło się w kwietniu 2005. Reżyserem jest Liam Lynch, który był także reżyserem teledysku „Tribute”. W maju 2005 rozpoczął nagrywać utwory do ścieżki dźwiękowej do filmu, która była zarazem drugim albumem zespołu. Film pokazuje fikcyjne początki zespołu i ich wspinanie się na szczyt. Premiera odbyła się 22 listopada 2006. Ścieżka dźwiękowa została wydana 14 listopada. Na płycie gościnnie wystąpili Ronnie James Dio oraz Meat Loaf, obaj w utworze „Kickapoo”. Meat Loaf wcielił się w ojca młodego Jacka Blacka, Dio zaś w siebie samego. W filmie wystąpił również Dave Grohl, grając rolę diabła.

### Rize of the Fenix (2012)
Kolejny album Tenacious D – Rize of the Fenix ukazał się 15 maja 2012 roku, jednak już przed premierą został opublikowany w całości na oficjalnej stronie zespołu. W nagraniu po raz kolejny pomógł Dave Grohl z Foo Fighters (perkusja), a także John Spiker (gitara basowa, klawisze) i John Konesky (gitara elektryczna).

## Muzycy
| Obecny skład zespoły - Jack Black – wokal prowadzący, gitara akustyczna (od 1994) - Kyle Gass – gitara akustyczna, wokal wspierający (od 1994) | Muzycy koncertowi - John Konesky – gitara elektryczna, wokal wspierający (od 2005) - John Spiker – gitara basowa, wokal wspierający (od 2005) - Scott Seiver – perkusja, instrumenty perkusyjne (od 2011) | Byli muzycy koncertowi - Brooks Wackerman – perkusja, instrumenty perkusyjne (2006–2015) |

## Pozostałe informacje

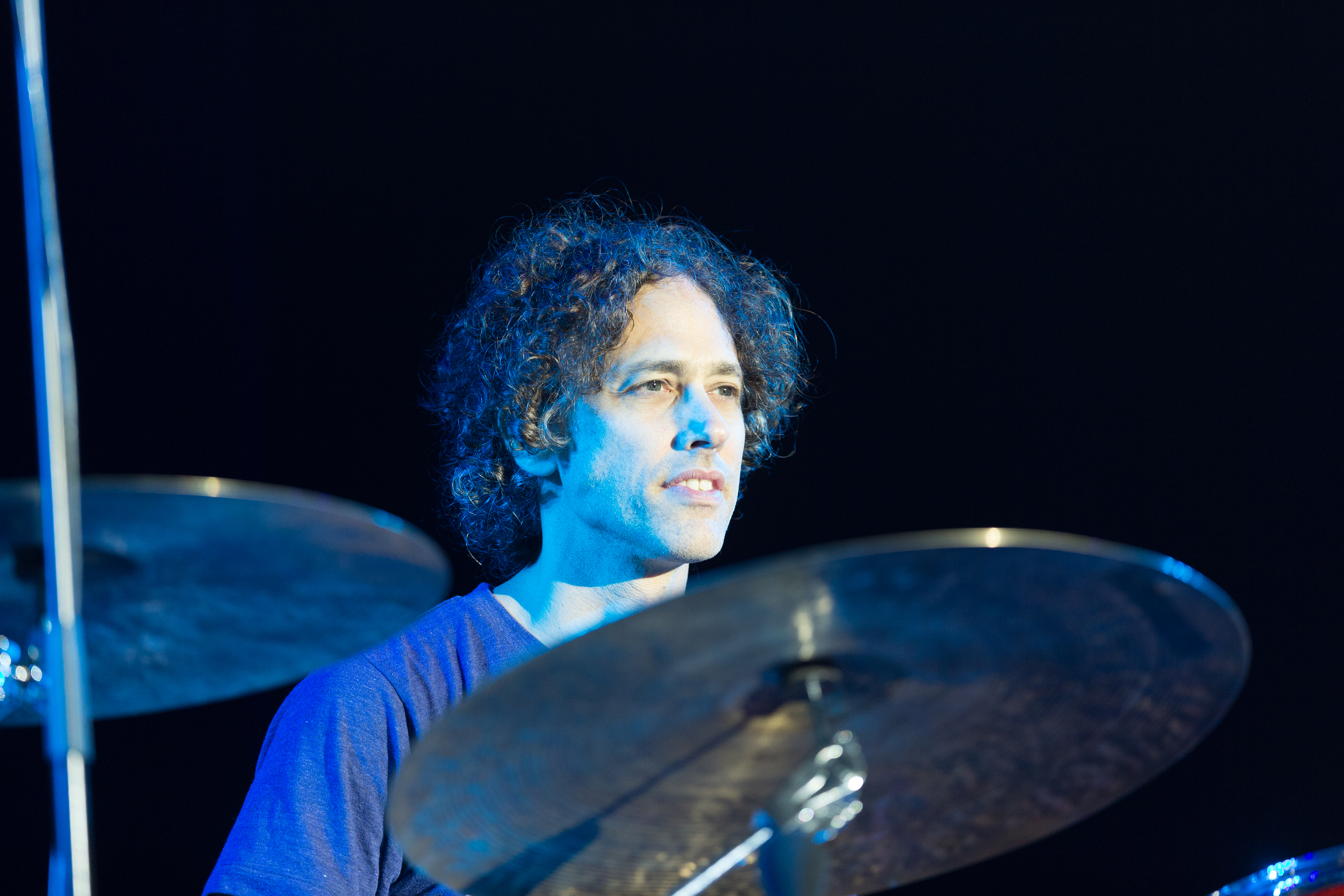
Scott Seiver (2016)

### Filmy
Pierwsze pojawienie się Blacka i Gassa grających razem odbyło się w filmie Bio-Dome (1996), następnie razem pojawili się w Telemaniak (1996), Saving Silverman oraz Shallow Hal, obu wypuszczonych w 2001. W filmie Bongwater (1997) Jack Black odgrywał postać Devlina, grającego Jesus Ranch, który został później wykorzystany do jednego odcinka serialu Tenacious D. W 2005 roku zagrali w filmie Tenacious D: The Pick of Destiny, a w 2009 zagrali razem w komedii Rok pierwszy (Year One), w której jednak Gass gra tylko epizodyczną rolę.

### Inne zespoły
Kyle Gass gra na gitarze i jest wokalistą zespołu Trainwreck, w którym występuje pod pseudonimem „Klip Calhoun”. Członkiem tego zespołu jest także JR Reed (Lee), którego można było zobaczyć w jednym z odcinków serialu Tenacious D. Reed tworzy pod pseudonimem „Darryl Donald”.
Duet Black i Gass pojawia się również w teledyskach innych zespołów muzycznych, takich jak: „Push” zespołu Dio oraz „Learn to Fly” i „Low” zespołu Foo Fighters.

## Dyskografia
Albumy studyjne
| Tenacious D                             | - Data: 25 września 2001 - Wydawca: Epic Records  | 33 | – | 96 | 91 | –  | 13 | 11 | 38 | - USA: platynowa płyta |
| The Pick of Destiny                     | - Data: 14 listopada 2006 - Wydawca: Epic Records | 8  | – | 47 | 81 | 64 | 35 | –  | 10 |                        |
| Rize of the Fenix                       | - Data: 14 maja 2012 - Wydawca: Columbia Records  | 4  | 7 | 5  | 4  | 2  | 6  | 42 | 2  |                        |
| „–” oznacza, że album nie był notowany. |                                                   |    |   |    |    |    |    |    |    |                        |

Single
| „Wonderboy”                              | 2002 | 34 | 48 | – | Tenacious D         |
| „Tribute”                                | 2002 | 84 | 4  | 9 | Tenacious D         |
| „POD”                                    | 2006 | 24 | –  | – | The Pick of Destiny |
| „–” oznacza, że singel nie był notowany. |      |    |    |   |                     |

Albumy wideo
| Tytuł                      | Dane dot. albumu                                         | Certyfikat                |
| -------------------------- | -------------------------------------------------------- | ------------------------- |
| The Complete Masterworks   | - Data: 19 listopada 2002 - Wydawca: Epic Music Video    | - USA: 6x platynowa płyta |
| The Complete Masterworks 2 | - Data: 28 października 2008 - Wydawca: Epic Music Video |                           |

Albumy koncertowe
| Tytuł | Dane dot. albumu                                      |
| ----- | ----------------------------------------------------- |
| Live  | - Data: 25 listopada 2015 - Wydawca: Columbia Records |

## Nagrody i wyróżnienia
| Rok  | Kategoria                        | Tytułem            | Nagroda                     | Nota | Przypis |
| ---- | -------------------------------- | ------------------ | --------------------------- | ---- | ------- |
| 2012 | Service To Rock                  | Tenacious D        | Kerrang! Awards             | Laur | [ 18 ]  |
| 2013 | Comeback of the Year             | Tenacious D        | Revolver Golden Gods Awards | Laur | [ 19 ]  |
| 2015 | Best Hard Rock/Metal Performance | „The Last in Line” | Nagroda Grammy              | Laur | [ 20 ]  |